# Договор последней мили
Договор последней мили — это договор аренды между Федеральной сетевой компанией и территориальной сетевой организацией, в соответствии с которым ТСО берет в аренду у ФСК ЕЭС определённый участок магистральной электрической сети напряжением 220 кВ и других объектов электросетевого хозяйства.
Подобные договоры аренды стали возможны в том числе на основе Федерального Закона № 250 от 4 ноября 2007 г. «О внесении изменений в отдельные законодательные акты Российской Федерации в связи с осуществлением мер по реформированию Единой энергетической системы России», который даёт право организации по управлению единой национальной (общероссийской) электрической сетью (ФСК ЕЭС) передавать в аренду территориальным сетевым организациям объекты электросетевого хозяйства.
Создание подобного типа договоров является «временной мерой», пока не будет сформулирована и утверждена «новая система тарифообразования» в процессе реформирования Единой энергетический системы России.
Договоры «последней мили» начали действовать с 2006 и продолжают действовать по сей день (2013 год) в соответствии с постановлением правительства РФ от 27 декабря 2010 г. N 1173 утверждены правила действия подобных договоров до 1 января 2014 года.

## Критика
Крупные потребители электроэнергии критикуют договоры «последний мили» из-за порождения «перекрёстного субсидирования» — механизма сбалансирования тарифов, в результате которого население платит заведомо меньше, предприятия — заведомо больше, что в свою очередь увеличивает себестоимость продукции и понижает конкурентоспособность предприятий. Яркий пример — судебное разбирательство между МРСК Сибири и Красноярским алюминиевым заводом.